# Герб Алчевска
Герб Алчевска — герб города Алчевск Луганской области.
Утверждён 2 февраля 1993 года решением 44 сессии городской рады.

## Описание
16 апреля 1996 года решением исполкома городского совета №284 была утверждена новая редакция герба Алчевска:
"Щит с гербом наложен на две перекрещенные серебряные кочерги, перевитые сине-желтой лентой с датой "1896", над щитом - золотой Трезубец"

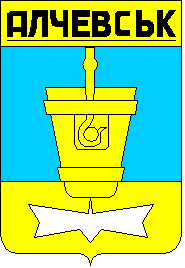
Герб Алчевска в 1993—1998 годы на французском щите
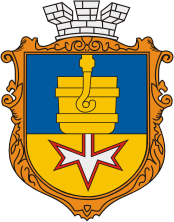
Герб Алчевска на испанском щите
Большой герб Алчевска
Герб Алчевска на флаге Алчевска

Герб Алчевска изображён на нагрудном знаке городского головы города Алчевска, медали «За заслуги перед городом Алчевск», почетной грамоте исполнительного комитета Алчевского городского совета, грамоте исполнительного комитета Алчевского городского совета и флагу Алчевска.

## История

### Герб советского периода
Герб Алчевска советского периода был утверждён 9 июля 1983 года решением № 610 исполкому городского совета.
Герб представляет собой красный щит с голубым подножием и золотым лбом. На щите изображен золотой ковш, из которого выливается расплавленный металл серебряного цвета. Металл образует стилизованную пятиконечную звезду в базе. Во главе надпись черным цветом «Коммунарск» (название Алчевска в это время).

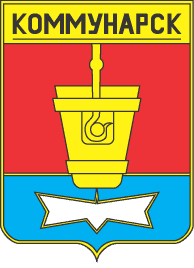
Герб Коммунарска

### Герб периодаЛНР
Данный герб действовал в период с 2015 года, во время контроля Алчевска властями самопровозглашенного государственного образования ЛНР.

Герб является полной копией нынешнего действующего герба, но с видоизмененными деталями. Лента украинского флага заменена на такую же с флагом квазигосударственного образования ЛНР. Вверху вместо украинского тризуба герб самопровозглашённой республики. Сам щит с изображением находятся так же у центров композиции, но ковш из которого следует металл находятся на однородном серебряном фоне вместо разделенного надвое лазурно-золотом фоне, что символизирует государственный флаг. Вверху вместо 1896 года написан 1895 год — официальный год основания Алчевска. На щите есть надпись "Алчевск" — название города по-русски, который является единственным официальным языком ЛНР.

#### 2024 год
В 2024 году назначенные Россией (см.аннексия оккупированных территорий Украины) власти города представили новый герб города. Его геральдическое описание:
«В червлёном поле, над дважды золотой и чёрной вызубренной в один зубец и разбитой от вершины зубца наискось натрое оконечностью, – висящий на выходящем сверху крюке литейный ковш, с открытым придонным выпуском (отверстием), откуда вниз выходит серебряная струя в виде сужающегося вниз луча, который в вершине оконечности разделяется на пять вписанных в края лучей, расходящихся в разные стороны – косвенно по верхнему краю и линиям деления оконечности, а также прямо вниз».